# Дмитриенко, Юлия (футболистка)
Юлия Дмитриенко (род. 2 сентября 1990) — российская футболистка, полузащитница.

## Биография
Воспитанница саратовского клуба «Виват-Волжанка», тренер — Сергей Пантелеевич Чеботарёв. Несколько лет выступала за детские и взрослые команды клуба по футболу и мини-футболу, в том числе в 2010 году — в первом дивизионе России.
В 2011 году перешла в клуб «Мордовочка» (Саранск). Дебютный матч в высшей лиге России сыграла 30 апреля 2011 года против ворожнеской «Энергии», выйдя на замену в перерыве вместо Татьяны Черединой. Всего в 2011 году приняла участие в 12 матчах высшей лиги.
В 2012 году снова играла за саратовский клуб, а перед началом следующего сезона завершила карьеру. Также принимала участие в студенческих соревнованиях за команду Саратовского государственного аграрного университета, признавалась самым ценным игроком первенства Приволжского ФО среди вузов.